# Pieninen

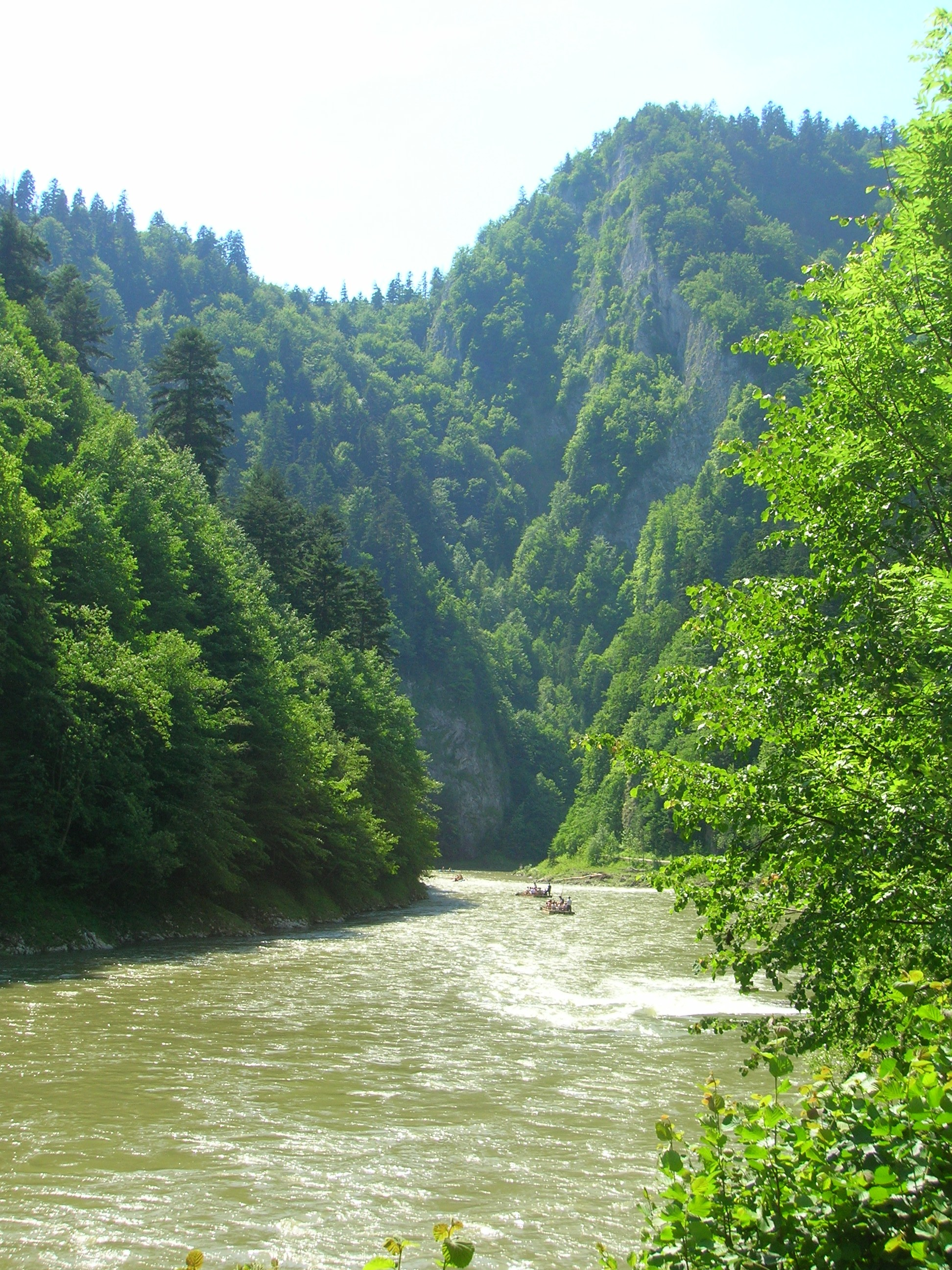
Schlucht des Dunajec durch die Pieninen – das rechte Flussufer ist slowakisch, das linke polnisch

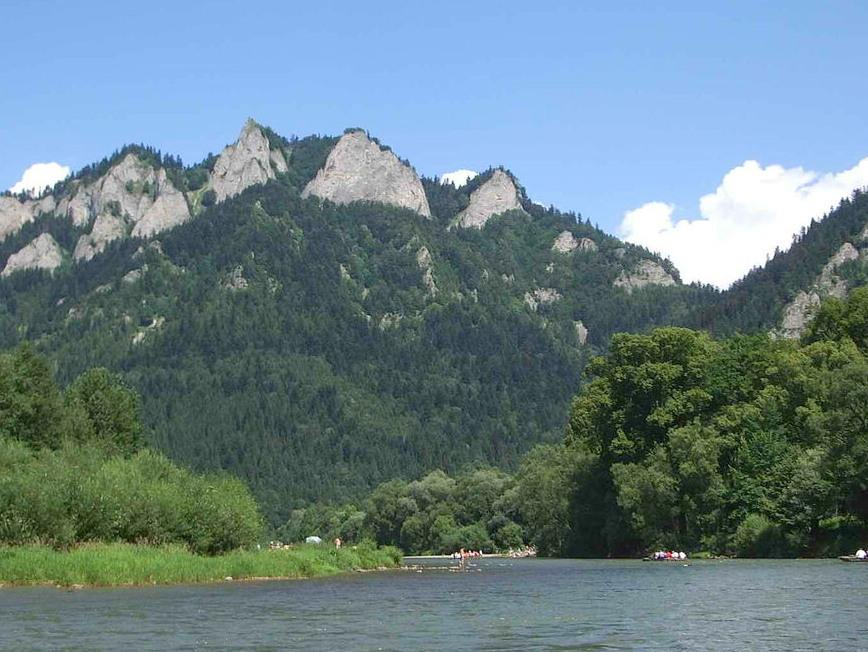
Mittlere Beskiden, Pieniny, Gipfel Trzy Korony

Die Pieninen (Aussprache etwa wie „Pjeninen“), früher auch Kronenberge genannt, (polnisch: Pieniny) sind ein zerklüftetes Gebirge nordöstlich der Hohen Tatra im polnisch-slowakischen Grenzgebiet auf beiden Seiten des Dunajec, der durch das Gebirge bricht. In Polen liegen sie in der Woiwodschaft Kleinpolen im Kreis Powiat Nowotarski und den Gemeinden Czorsztyn sowie Krościenko nad Dunajcem. In der Slowakei liegen sie in dem Prešovský kraj in der Ostslowakei. Am 17. August 1932 wurde hier der erste internationale Landschaftspark Europas gegründet. Heute gibt es zwei Nationalparks, einen polnischen und einen slowakischen, wobei der größere in Polen liegt. Bekannt ist das Gebiet für seine Naturschönheiten, wie die Trzy Korony, drei Kalksteinfelsen im Dunajectal, deren höchster Gipfel auf 982 Meter Seehöhe liegt, und für die Floßfahrten auf dem Grenzfluss Dunajec, der hier durch eine teilweise nur etwa 100 Meter breite Schlucht zwischen bis zu 300 Meter hohen Felswänden fließt. Der höchste Berg ist der Wysokie Skałki mit 1050 Metern Höhe in den Kleinen Pieninen. Am westlichen Rande des Dunajec-Durchbruchs liegt das Kloster Červený Kláštor und an seinem Ostrand die Kurorte Szczawnica und Krościenko nad Dunajcem.

## Lage
Die Pieninen liegen zwischen der polnischen Woiwodschaft Kleinpolen und der Ostslowakei am Grenzfluss Dunajec. Nördlich von ihnen liegen die Gorce, die Grenze bildet das Tal der Krośnica, und südlich der Zipser Magura, die Grenze ist der Dunajec. Westlich der Pieninen liegt das Bergland des Podhale, Grenze ist der Gebirgsfluss Białka, und nordöstlich die Sandezer Beskiden, die Grenze bildet das Tal des Grajcarek. Die Pieninen haben den Charakter eines Mittelgebirges. Sie bilden einen ungefähr dreißig Kilometer langen, aber nur ungefähr zwei Kilometer breiten Bogen, der in Ost-West-Richtung verläuft.

## Geologie
Die Pieninen sind Teil der ca. 600 Kilometer langen geologischen Struktur Pieninen-Felsengürtel aus Kalkgestein aus dem Erdzeitalter des Jura, die nach ihnen benannt ist. Ihre Entstehung hat bereits zahlreichen Geologen, u. a. Melchior Neumayr und Maurice Lugeon, Rätsel aufgegeben. Sie gelten als geologisch interessantester Gebirgszug der Karpaten. Ihre Entstehung ist bis zum heutigen Tag wissenschaftlich nicht geklärt. Nach einer Hypothese entstand ihr Gestein auf einem Meeresgrund, wurde dann zu Beginn des Erdzeitalters der Kreide gefaltet und aufgetürmt. Im Tertiär sollen sie noch zweimal gefaltet worden sein, so dass ihre komplizierte Struktur entstand. Durch Erosion sollen die weicheren Gesteinsformen sodann abgetragen worden sein, so dass nur die harten Kalkfelsen sowie Gesteine am Nordrand der Pieninen, die vulkanischen Ursprungs sind, übrig blieben. Die Gewässer der Pieninen haben fünfzehn tiefe Schluchten in die Pieninen gegraben, von denen die Wąwóz Szopczański und Wąwóz Homole die bekanntesten sind. Andere Karsterscheinungen treten dagegen in den Pieninen eher selten auf.

## Einteilung
Die Pieninen lassen sich von Westen nach Osten wie folgt einteilen:
- Zipser Pieninen
- Mittlere Pieninen
  - Zipser Pieninen
  - Drei-Kronen-Massiv
  - Pieninki
- Kleine Pieninen

## Klima
In den Pieninen herrscht ein besonderes Mikroklima, das den Gebirgszug von den umliegenden Regionen unterscheidet. Das Klima ist in der Regel wärmer, wobei es große Unterschiede zwischen den warmen, gut besonnten Südhängen und den schattigen Schluchten der Gebirgsbäche gibt. Im Spätherbst und Winter tritt oft Nebel auf. Die Pieninen liegen im Regenschatten der sie umgebenden höheren Gebirge, der Tatra und der Beskiden. Das Gebirge ist daher niederschlagsarm und trocken. Winde wehen vor allem aus Westen und Nordwesten. Schnee liegt in der Regel von November bis April. Der Föhn ist bei weitem schwächer als in der Tatra.

## Natur

### Flora
Die Pieninen haben aufgrund ihres Mikroklima eine sehr reiche Flora. Die Hälfte aller in Polen auftreten Pflanzenarten ist in den Pieninen vertreten. Auf der einen Seite gibt es Südhänge, die eine extrem hohe Sonneneinstrahlung haben, auf der anderen Seite liegen einige Schluchten fast ganztägig im Schatten. Weitere Faktoren, die den Artenreichtum der Flora begründen sind insbesondere:
- die kalkhaltigen Böden
- die Nähe zur Tatra
- der Umstand, dass die Pieninen während der letzten Eiszeiten nicht vergletscherten
- die Hanglagen

### Fauna
Es wird davon ausgegangen, dass in den Pieninen bis zu fünfzehntausend Tierarten zu Hause sind. Es gibt Schmetterlingsarten, die sonst nirgendwo auf der Welt vorkommen. Größere Säugetiere sind dagegen selten. Soweit man in den Pieninen Spuren von Bären und Wölfen findet, handelt es sich um Tiere, die vorübergehend aus anderen Ökosystemen, insbesondere der Tatra, in die Pieninen kommen. Der Luchs ist hingegen in den Pieninen heimisch.

### Naturschutz

#### Polnischer Nationalpark Pieninen
Der Nationalpark auf polnischer Seite, auf Polnisch Pieniński Park Narodowy genannt, wurde 1954 gegründet, nachdem die Pieninen bereits 1930 in Polen unter Naturschutz gestellt wurden.
Der Kronenberg liegt in der Nähe des slowakischen Ortes Červený Kláštor (Niederschwaben) auf der polnischen Seite des Flusses. Von der höchsten der fünf etwa 100 m hohen Felszacken kann man den Durchbruch des Dunajec sehen.

#### Slowakischer Nationalpark Pieninen
Der Nationalpark Pieninen, auf Slowakisch Pieninský národný park, im Nordosten der Slowakei ist mit 21,25 Quadratkilometer der kleinste slowakische Nationalpark. Er wurde 1967 gegründet und ist das Herzstück des Zamagurie (deutsche etwa das Gebiet hinter der Magura).
Der Nationalpark liegt im Norden des Okres Kežmarok und im Nordwesten des Okres Stará Ľubovňa an der Staatsgrenze zu Polen, die teilweise durch den Dunajec gebildet wird.

#### Naturreservate
In den Pieninen gibt es zudem fünf Naturreservate:
- Naturreservat Biała Woda
- Naturreservat Przełom Białki pod Krempachami
- Naturreservat Wąwóz Homole
- Naturreservat Wysokie Skałki
- Naturreservat Zaskalskie-Bodnarówka

## Tourismus

### Wanderwege
Die Täler in den Pienen sind dicht besiedelt und für den Tourismus erschlossen. Es gibt zahlreiche markierte Wanderwege:
- ▬ der blau markierte Kammweg von Czorsztyn über die Czorsztyner Pieninen und den Bergpass Przełęcz Szopka auf den Gipfel der Trzy Korony, Ostry Wierch, Zamkowa Góra in die Pieninki und hinab zum Fluss Dunajec zur Überfahrt Nowy Przewóz nach Szczawnica, wo der Pieninenweg im Dunajec-Durchbruch beginnt.
- ▬ ein gelb markierter Wanderweg von Krościenko nad Dunajcem auf den Gipfel Bajków Groń und den Bergpass Przełęcz Szopka, die Schlucht Wąwóz Szopczański zur Schutzhütte Drei-Kronen-Hütte nach Sromowce Niżne am Dunajec.
- ▬ ein grün markierter Wanderweg von Krościenko nad Dunajcem über die Kapelle Kapliczka św. Kingi auf den Bergpass Przełęcz Sosnów.
- ▬ ein rot markierter Wanderweg von Sromowce Wyżne auf den Bergpass Przełęcz Trzy Kopce.
- ▬ ein grün markierter Wanderweg von der Drei-Kronen-Hütte auf den Wyżni Łazek und die Alm Polana Kosarzyska.
- ▬ ein rot markierter Wanderweg von der Orlica-Hütte auf den Pieninenweg zum Kloster Červený Kláštor.
- ▬ ein grün markierter Wanderweg von Krościenko nad Dunajcem auf den Bergpass Przełęcz pod Czertezikiem.
- ▬ ein gelb markierter Wanderweg von Szczawnica, Palenica zur Szafranówka.
- ▬ ein gelb markierter Wanderweg von Szlachtowa, Huściawa nach Veľký Lipník.
- ▬ ein grün markierter Wanderweg von Jaworki über die Schlucht Wąwóz Homole auf die Alm Polana pod Wysoką nach Stráňany.

### Berghütten
In den Pienen gibt es drei Schutzhütten:
- Durbaszka-Hütte in den Kleinen Pieninen
- Orlica-Hütte zwischen den Kleinen Pienen und den Mittleren Pieninen
- Drei-Kronen-Hütte in den Mittleren Pieninen

### Skigebiete
In den Pieninen, konkret in den Kleinen Pieninen, gibt es zwei größere Skigebiete:
- Skigebiet Palenica in Szczawnica
- Skigebiet Jaworki-Homole in Jaworki

## Panorama

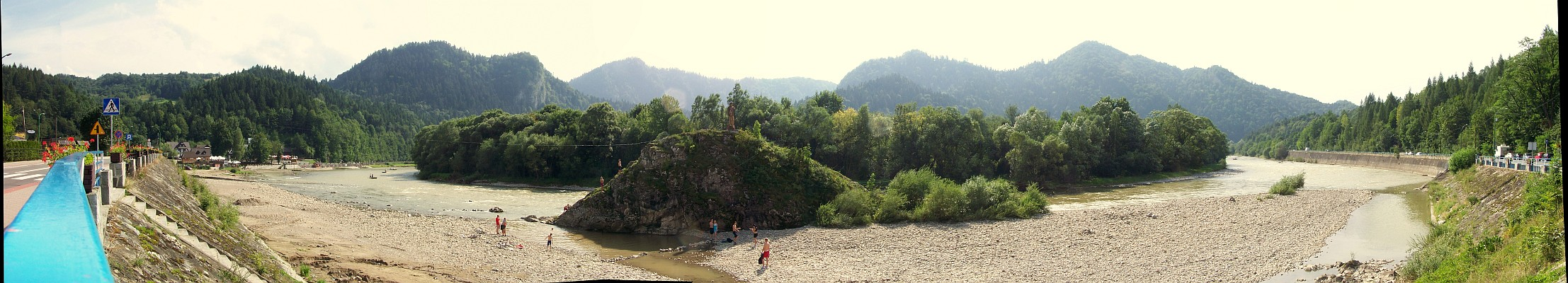
Blick von Szczawnica auf die Mittleren Pieninen